# Toni Lander
Toni Lander (nacida Toni Phil Petersen) (Copenhague, 19 de junio de 1931 -Salt Lake City, 19 de mayo de 1985) fue una bailarina, coreógrafa y maestra de ballet danesa, formada en la escuela del Real Ballet Danés según el más puro estilo Bournonville. Fue prima ballerina del Real Ballet Danés, del London´s Festival Ballet y del American Ballet Theatre en las décadas cincuenta a setenta del siglo veinte y bailó con los bailarines más destacados de la época: Erik Bruhn, John Gilpin, Vladimir Skouratoff, Flemming Flindt, Royes Fernández, Bruce Marks entre otros. Admirada por su virtuosismo y su elegancia, su nombre esta indisolublemente unido al ballet Études que hizo internacionalmente famoso.

## Años cincuenta
Toni Lander estudió en la escuela del Real Ballet Danés dirigida a la sazón por Harald Lander, el maestro y coreógrafo revitalizador de la tradición Bournonville en el ballet danés. Debutó con la compañía en 1948 y ascendió a solista en 1950, fecha en la que contrajo matrimonio con Harald Lander. Se trasladó en 1951 con éste a París, donde acudió a las clases de las maestras rusas Olga Preobrajenska y Liubov Yegórova, y apareció entre 1952 y 1954 en Londres con el Original Ballet Russe, descendiente del Ballet Russe de Montecarlo, antes de unirse al London´s Festival Ballet (de 1954 a 1959). Con esta compañía hizo una visita triunfal a Copenhague en 1957 protagonizando la nueva versión de Études que Harold Lander había montado para London´s Festival Ballet en 1955. En 1958 interpretó junto a Vladimir Skouratoff Le Rendezvous Manqué, un ballet con guion de Françoise Sagan y coreografía de John Taras que se estrenó con gran eco mediático en París y Londres y la lanzó como estrella internacional. 

## Años sesenta y setenta
En 1961 Toni Lander dio el salto a Estados Unidos e inició una colaboración que sería larga y fecunda con el American Ballet Theatre (ABT) con el que estrenó Études en América. No por ello dejó de prodigarse en numerosas galas y apariciones como artista invitada en compañías europeas entre ellas el Real Ballet Danés, el Ballet de la Ópera de Viena (1962) o el Ballet de la Ópera de Múnich (1963 y 64). Durante la temporada de 1965 que celebraba los 25 años de existencia del ABT Toni Lander alcanzó la cúspide de su arte con sus interpretaciones de La Sylphide de Bournonville, Miss Julie de Birgit Cullberg, Études de Harald Lander y Jardin aux lilas de Anthony Tudor. Según Arthur Todd, crítico de la revista especializada Dance and Dancers, demostró ser la verdadera prima ballerina assoluta de la compañía.
En 1966 Toni Lander se separó de Harald Lander, que había vuelto a Copenhague y al Real Ballet Danés, y se casó con Bruce Marks, uno de los bailarines principales del ABT. Su relación con Lander se mantuvo en términos cordiales y en 1969 colaboró con él y con los bailarines Erik Bruhn y Flemming Flindt en una grabación espectacular de Études para la televisión. Al morir Lander en 1971 Toni Lander regresó con Bruce Marks a Copenhague y al Real Ballet Danés con el que ambos bailaron hasta 1976. En ese año Bruce Marks aceptó el puesto de codirector del pequeño pero prestigioso Ballet West con sede en Salt Lake City (Utah) y la pareja y sus tres hijos se trasladaron a los Estados Unidos. Con el Ballet West Toni Lander fue la maestra principal de ballet y colaboró en la reposición de algunos de los grandes clásicos del ballet. En 1985 ella y Bruce Marks obtuvieron un gran éxito reconstruyendo el ballet de Bournonville Abdallah perdido desde hacía tiempo.
Toni Lander, que se había separado de Bruce Marks en 1983, murió de cáncer en Salt Lake City en 1985, a los 53 años.  

## Premios y reconocimientos
- Caballero de la Orden de Dannebrog 1957